# Théophile Ferré
Théophile Ferré nasceu em Paris, em 6 de Maio de 1846 e morreu executado em Satory, uma base militar ao sudeste de Versalhes, em novembro de 1871, foi um pensador libertário membro da Comuna de Paris.
Théophile Ferré foi condenado a morte por ter ordenado a execução de seis reféns apoiadores regime de Thiers e opositores da Comuna Georges Darboy, o acerbispo de Paris. Bonjean, então presidente da Câmara da Corte de Cassação, o clérigo Deguerry da Igreja de La Madeleine, e Allard Clerc, Ducoudray da Sociedade de Jesus todos eles executados em 24 de maio. Este evento fez parte da chamada "Semaine Sanglante" (de 21 a 28 de maio) e se deu em retaliação a execuções sumárias pelas tropas de Versalhes que já haviam capturado os arredores de Montmartre, quando Ferré, foi eleito pela Comuna para o Distrito XVIII (Montmartre). Ele esteve entre seus últimos defensores.
Ferré também foi processado por ter emitido a ordem de incendiar o ministério das Finanças. Em seu julgamento foi apresentada uma nota onde se lia: "Flambez Finance!" supostamente assinada por Ferré. Mais tarde provou-se que a assinatura e a nota eram falsas (Lissagaray). Ferré jamais deu ordens para que prédios fossem incendiados.
Louise Michel estava profundamente apaixonada por Théophile Ferré. Ambos eram do mesmo distrito: Montmartre. Ambos assumiram a mesma atitude desafiadora em seu julgamento, como descrito por Lissagaray em sua "Histoire de la Commune de 1871" (Bruxelles: Kistemaeckers ed, 1876)
Ferré foi executado na base militar de Satory localizada a poucos quilômetros de Versalhes juntamente com Louis Rossel no dia 28 de maio de 1871.
Sepultado no Cemitério de Levallois-Perret.